# トム・ハンクス (小惑星)
トム・ハンクス (12818 Tomhanks) は、小惑星帯に位置する小惑星。アリゾナ大学のスペースウォッチ計画によって発見された。
アメリカ合衆国の俳優、トム・ハンクスから名づけられた。